# Peptidhormon
Ett peptidhormon, eller proteinhormon, är en peptid som fungerar som hormon. Peptidhormoner är vattenlösliga och den största gruppen hormoner. Några exempel på peptidhormoner är de hormoner som produceras från hypofysens framlob: tillväxthormon (GH), prolaktin (PRL), tyreoideastimulerande hormon (TSH), adrenokortikotropt hormon (ACTH), luteiniserande hormon (LH) och follikelstimulerande hormon (FSH).